# José Maceda
José Montserrat Maceda (ur. 31 stycznia 1917 w Manili, zm. 5 maja 2004 w Quezon City) – filipiński pianista, kompozytor, dyrygent i etnomuzykolog.
W roku 1935 ukończył studia gry na fortepianie w Akademii Muzycznej w Manili w klasie Victoriny Lobregat. Kontynuował je u Alfreda Cortota w École Normale de Musique de Paris w latach 1937–1941, gdzie studiował także kompozycję u Dandelota i analizę muzyczną u Nadii Boulanger. Później w latach 1946–1949 pobierał lekcje gry na fortepianie u E. Roberta Schmitza w San Francisco oraz studiował muzykologię w Queens College i Columbia University w latach 1950–1952. W latach 1957–1958 studiował antropologię na Uniwersytecie w Chicago i etnomuzykologię na Uniwersytecie Indiany oraz na Uniwersytecie Kalifornijskim w Los Angeles w latach 1961–1963, gdzie uzyskał stopień doktora. W 1958 współpracował także z Groupe de Recherches Musicales w Paryżu.
W latach 1935–1957 koncertował we Francji, na Filipinach i w USA, wprowadzając do repertuaru wiele nowych dzieł kompozytorów francuskich. Zapoczątkował francuski styl gry na fortepianie na Filipinach. Występował także jako dyrygent muzyki awangardowej wprowadzając do repertuaru obok muzyki chińskiej i filipińskiej muzykę Edgara Varèse, Iannisa Xenakisa i innych kompozytorów. W latach 1952–1990 wykładał grę na fortepianie i etnomuzykologię na Uniwersytecie Filipińskim, gdzie w 1988 roku został mianowany profesorem uniwersytetu, a później w latach 1997–2004 pełnił funkcję dyrektora Centrum Etnomuzykologii tego uniwersytetu.
Od 1953 roku prowadził muzyczne badania terenowe na Filipinach oraz w Afryce Wschodniej i Zachodniej, Brazylii, Chinach, Indonezji, Malezji, Birmie, Tajlandii i Wietnamu, a ich wyniki opisał w publikacjach w Kanadzie, Niemczech, Malezji, Filipinach, Wielkiej Brytanii i USA. Uniwersytet Filipiński w Quezon City posiada archiwum zawierające ponad 2500 godzin jego nagrań terenowych w 51 grupach językowych, wraz z instrumentami muzycznymi, zdjęciami, transkrypcjami tekstów i tłumaczeniami.

## Wybrane utwory
- 1963 – Ugma-Ugma
- 1965 – Agungan
- 1966 – Kubing
- 1968 – Pagsamba
- 1971 – Cassettes 100
- 1974 – Ugnayan
- 1975 – Udlot-Udlot
- 1978 – Ming
- 1980 – Distemperament
- 1980 – Aroding
- 1983 – Siasid
- 1985 – Suling-Suling
- 1988 – Strata
- 1990 – Dissemination
- 1993 – Muzyka na 5 fortepianów
- 1996 – Two Pianos and Four Winds
- 1997 – Muzyka na orkiestrę kameralną
- 1997 – Muzyka na gongi i bambus
- 1998 – Udlot-Udlot (II wersja)
- 1999 – Colors Without Rhythm

Źródło: Grove Music Online.

## Wybrane publikacje
- 1956 – Philippine Music and Contemporary Aesthetics, Cultural Freedom in Asia: Rangoon 1955, red. H. Passin (Tokyo and Rutland, VT, 1956)
- 1963 – The Music of the Magindanao (rozprawa doktorska, UCLA)
- 1969 – Drone and Melody in Philippine Musical Instruments, Traditional Drama and Music of Southeast Asia: Kuala Lumpur
- 1973 – Music in the Philippines in the Nineteenth Century, Musikkulturen Asiens, Afrikas und Ozeaniens im 19. Jahrhundert, red. R. Günther (Regensburg)
- 1980 – A Manual of Field Music Research with Special Reference to Southeast Asia (Quezon City)
- 1984 – A Cure of the Sick bpagipat in Dulawan, Cotabato, Philippines, AcM, 56
- 1986 – A Concept of Time in a Music of Southeast Asia, EthM, 30
- 1990 – In Search of a Source of Pentatonic, Hemitonic and Anhemitonic Scales in Southeast Asia, AcM, 62
- 1990 – Bipolarity, Ki Mantle Hood’s Trilogy Four Counts and the Fifth Interval, AsM, 21/2
- 1994 – Aspects of Research on Gongs and Gong-Related Instruments in Asia, Themes and Variations: Writings on Music in Honor of Rulan Chao Pian, ed. B. Yung and J.S.C. Lam (Cambridge, MA)
- 1995 – Bipolarity and the Fifth Interval in Gamelan and Medieval European Music, The Medieval West Meets the Rest of the World (Ottawa)
- 1995 – A logic in court music of the Tang Dynasty, AcM, 67
- 1998 – Gongs and Bamboos: A Panorama of Philippine Music Instruments (University of The Philippines Press)

Źródło: Grove Music Online.